# Isgärde kustlövskogs naturreservat
Isgärde kustlövskogs naturreservat är ett naturreservat i Mörbylånga kommun och Borgholms kommun i Kalmar län.
Området är naturskyddat sedan 2023 och är 37 hektar stort. Reservatet ligger utmed Kalmarsund söder om Stora Rör  och består av ek-hasselskog samt sandig gräsmark